# Episodi di A.P. Bio (prima stagione)
La prima stagione della serie televisiva A.P. Bio è stata trasmessa in prima visione negli Stati Uniti sulla NBC dal 1º febbraio al 3 maggio 2018.
In Italia è stata trasmessa in prima visione assoluta su Premium Joi dal 1º febbraio al 4 settembre 2018. In chiaro viene trasmessa da Italia 1 ogni martedì in seconda serata dopo Le Iene dal 6 aprile al 18 maggio 2021.
| n° | Titolo originale      | Titolo italiano             | Prima TV USA     | Prima TV Italia  |
| -- | --------------------- | --------------------------- | ---------------- | ---------------- |
| 1  | Catfish               | Adescamento                 | 1º febbraio 2018 | 24 luglio 2018   |
| 2  | Teacher Jail          | Il carcere degli insegnanti | 25 febbraio 2018 | 24 luglio 2018   |
| 3  | Burning Miles         | Al rogo Miles!              | 1º marzo 2018    | 31 luglio 2018   |
| 4  | Overachieving Virgins | Vergini eccellenti          | 1º marzo 2018    | 31 luglio 2018   |
| 5  | Dating Toledoans      | Rimorchiare a Toledo        | 8 marzo 2018     | 7 agosto 2018    |
| 6  | Freakin' Enamored     | Pazzamente innamorato       | 15 marzo 2018    | 7 agosto 2018    |
| 7  | Selling Out           | Venduto                     | 22 marzo 2018    | 14 agosto 2018   |
| 8  | We Don't Party        | Niente feste per noi        | 29 marzo 2018    | 14 agosto 2018   |
| 9  | Rosemary's Boyfriend  | Il fidanzato di Rosemary    | 5 aprile 2018    | 21 agosto 2018   |
| 10 | Durbin Crashes        | Durbin alla riscossa        | 12 aprile 2018   | 21 agosto 2018   |
| 11 | Eight Pigs and a Rat  | Otto maiali e una talpa     | 19 aprile 2018   | 28 agosto 2018   |
| 12 | Walleye               | Doppio sguardo              | 26 aprile 2018   | 28 agosto 2018   |
| 13 | Drenching Dallas      | Inzuppare Dallas            | 3 maggio 2018    | 4 settembre 2018 |